# John Rowland
Pour les articles homonymes, voir Rowland.
Jonathan « John » Rowland est le nom d'un personnage fictif du feuilleton Desperate Housewives, joué par Jesse Metcalfe.

## Histoire du personnage

### Première saison
John Rowland a été engagé par Carlos et Gabrielle Solis en tant que jardinier, tout en poursuivant ses études. Dès le premier épisode de la série, on apprend qu'il a une aventure avec Gabrielle. Leur liaison secrète ne connaît aucun problème au début. Mais dans l'épisode 5, Carlos fait venir sa mère Juanita pour surveiller Gabrielle qu'il soupçonne d'avoir une liaison. Après quelques épisodes, Juanita Solis comprend que Gabrielle a un amant mais elle ne parvient pas à trouver son identité. À la fin de l'épisode 7, Juanita surprend Gabrielle et John au lit et prend une photo d'eux. Gabrielle la poursuit pour reprendre l'appareil mais Juanita est accidentellement renversée par Andrew Van de Kamp lorsqu'elle quitte la maison. Gabrielle demande à John de partir, puis elle appelle le 911 tout en récupérant l'appareil photo de sa belle-mère. Juanita est ensuite plongée dans le coma. À la suite de cet adultère, John décide de se confesser, ce que n'approuve pas Gabrielle.
Par la suite, Gabrielle a des ennuis avec Helen Rowland, la mère de John. Celle-ci l'accuse de détournement de mineur et lui ordonne d'arrêter de voir son fils. Gabrielle lui annonce que tout est déjà terminé entre elle et John. Lors de l'épisode 17, Juanita se réveille de son coma. Elle ne pense qu'à une chose : dire la vérité à son fils. Mais en cherchant une infirmière, Juanita meurt en tombant dans les escaliers. La liaison secrète de John et Gabrielle reste donc temporairement secrète.
Dans l'épisode 19, Carlos doit être envoyé en prison. Il demande alors à Gabrielle de signer un avenant au contrat de mariage, devant empêcher qu'elle le trompe. Vexée par ce manque de confiance, Gabrielle s'énerve, et Carlos tente de la forcer à signer. Choquée de son comportement, Gabrielle reprend alors sa relation avec John. Par la suite, Gabrielle apprend qu'elle est enceinte, et doit choisir entre John et Carlos, même si elle ne sait pas qui est le père. Peu de temps après, Carlos suit Gabrielle et la voit se rendre chez John. Il s'en prend à Justin, le colocataire de John, pensant que c'est lui qui a une liaison avec sa femme ; mais apprend que Justin est homosexuel et il est accusé de crime homophobe. À la fin de la saison 1, John apparaît lors du procès pour parler à Carlos et lui avouer sa liaison avec Gabrielle.

### Deuxième saison
Comme Carlos est en prison, John décide de s'installer chez Gabrielle. Mais dès son arrivée, Gabrielle lui demande de reprendre son sac et de partir, ayant choisi de rester fidèle à Carlos. 
Par la suite, on s'aperçoit que John manque beaucoup à Gaby : elle l'imagine régulièrement en train de jardiner torse nu et de l'embrasser. Elle commence à l'admirer de loin pendant qu'il jardine pour d'autres femmes et apprend qu'il a une liaison avec l'une d'elles. Vexée, Gabrielle tire alors un trait définitif sur sa relation avec John.
John fait une apparition lors de l'épisode final de la saison. Il apparaît lors d'un flashback, dans lequel on voit Gabrielle triste depuis son emménagement récent à Wisteria Lane.  Ennuyée par l'absence de son mari, elle avait décidé de séduire John, avec qui elle a fait l'amour pour la première fois dans le garage (il s'agissait de la première fois de John). C'est ce jour-ci que John est tombé amoureux de Gabrielle, marquant ici les prémices d'une histoire très complexe.

### Troisième saison
Dans l'épisode 3, Gabrielle est en instance de divorce avec Carlos et décide de passer le week-end dans un spa pour se changer les idées. C'est là qu'elle croise par hasard John, qui lui vient juste de monter sa propre entreprise de jardinage. Ils finissent par passer la nuit ensemble, mais en plein milieu de leurs ébats John reçoit un coup de fil : sa fiancée arrive dans quelques instants. En effet, John est désormais fiancé à la fille du propriétaire des hôtels Sinclair Hotel, Tammy Sinclair. Gaby quitte donc la chambre en catastrophe, d'autant plus que le spa appartient au père de la fiancée de John. Cette fois-ci les rôles sont inversés et ce n'est donc plus à John de se cacher. 
John n'apparaît que dans cet épisode de la saison 3 mais l'on voit déjà que son personnage a changé. Il n'est plus l'adolescent naïf des premières saisons, mais apparaît maintenant comme un jeune homme d'affaires sûr de lui. On comprend que John n'est pas réellement attaché à sa fiancée mais qu'il voit en elle un moyen de faire évoluer sa carrière. De plus, il semble ne jamais avoir oublié Gaby. Mais malgré cet amour, il refuse de quitter Tammy lorsque Gabrielle le lui propose. En effet, John a une vision différente du mariage et il ne veut pas tout gâcher dès le début.

### Quatrième saison
Comme pour la saison 3, John n'apparaît ici que dans un épisode : le 5e. Dans cet épisode, Gabrielle décide de tromper son nouveau mari, Victor Lang (le nouveau maire de la ville), avec son ex-mari Carlos. Les deux décident de se retrouver dans un hôtel mais Gabrielle y croise John qui est accompagné de Tammy, désormais sa femme. Gaby apprend alors que l'hôtel appartient au père de Tammy et que celui-ci est très ami avec Victor, elle doit donc faire attention et cacher sa relation avec Carlos.
Ne sachant pas qu'elle a une autre relation, John va alors voir Gaby dans la soirée. Il lui avoue qu'il est toujours amoureux d'elle et qu'il est prêt à quitter Tammy pour être avec elle. Entreprenant et nostalgique du passé, John va évoquer des souvenirs sexuels avec Gaby, ce qui a pour résultat d'énerver Carlos qui est caché dans un placard. Gaby renvoie John en lui disant que tout est fini entre eux. Carlos sort ensuite très en colère du placard. Il annonce qu'il aurait dû tuer John pour ce qu'il lui avait fait il y a trois ans. Gaby répond alors à Carlos que c'est lui maintenant qui est comme John et qu'il fait à Victor exactement ce que John lui avait fait. 
Les déclarations de Gaby ont cependant fait réfléchir Carlos, qui décide d'aller voir John pour lui parler. Il lui annonce qu'il le pardonne d'avoir couché avec Gabrielle. John répond que pour lui c'était plus que cela et qu'il est tombé amoureux. Mais au lieu de s'énerver, Carlos lui pardonne également pour cela en lui annonçant qu'il a découvert récemment « que le fait d'aimer peut faire oublier la frontière entre le bien et le mal ».
Au moment où Carlos s'en va, John cherche à savoir s'il parle encore à Gabrielle. Carlos lui répond que oui et John demande si elle est heureuse. Carlos rétorque qu'il pense que Gabrielle l'est. On voit alors que John est très triste mais on comprend qu'il ne va pas insister avec Gaby. Il préfère la laisser être heureuse, même si c'est sans lui. 
À la fin de l'épisode, on voit John en train de se disputer avec Tammy. Si l'on ajoute à cela la façon dont John parlait d'elle à Gabrielle, on comprend que le mariage de John et Tammy est presque fini.

### Sixième saison
Dans l'épisode 3, on retrouve John divorcé depuis un an et propriétaire d'un restaurant acquis grâce à l'argent du divorce. Il croise Gabrielle lors d'un repas et embauche ensuite sa nièce Ana, ce qui n'est pas vu d'un très bon œil par Gaby, qui est jalouse de l'attention que John porte à Ana. À la fin de l'épisode, on découvre même que Gaby avait gardé en secret des photos d'elle et John.
Lors de l'épisode 4, on découvre que John drague Ana. Gaby est alors très énervée, surtout lorsqu'elle apprend qu'Ana est en train de tomber amoureuse de John. Gaby décide donc d'aller s'expliquer avec John, qui lui apprend qu'il a dragué Ana uniquement pour voir si elle serait jalouse et qu'en réalité il est toujours amoureux d'elle. Gabrielle est décontenancée, et John en profite pour l'embrasser. Ana surprend leur baiser et décide de démissionner. Gaby avoue ensuite à Ana son ancienne liaison avec John et elle lui demande de ne rien dire à Carlos (avec qui elle s'est remise) pour ne pas réveiller d'anciennes blessures.
À la fin de l'épisode, Gaby envoie dans une enveloppe à John les photos d'elle et lui déchirées. John comprend alors que c'est fini et que Gaby a choisi Carlos pour toujours. Au même moment, Gaby annonce à Carlos qu'elle l'aime et que malgré certains mauvais moments, elle ne changerait sa vie avec lui pour rien au monde.